# طراحی
طراحی به دانش ایجاد یک طرح از تصویری ذهنی، خیالی یا واقع‌گرایانه گفته می‌شود. طراحی در معنای تخصصی، مفاهیم و کاربردهای متنوعی را دربر می‌گیرد، از این رو مانند واژهٔ هنر با یک تعریف مشخص نمی‌توان تمام جنبه‌های آن را بیان کرد.
در هنرهای تجسمی، طراحی یا به‌صورت یک اثر مستقل؛ یا به عنوان پیش‌طرحی برای یک اثر هنری انجام می‌گیرد که در این صورت طرح مقدماتی نیز خوانده می‌شود. طراحی در دو حوزهٔ کلی مطرح می‌شود: یکی drawing است که شامل برداشت‌های شخصی، احساسات فی‌البداهه و تجربه‌های آزاد طراح از موضوعات گوناگون با بیان مستقل و به روش‌های متنوع می‌باشد؛ و دیگری design است که شامل مراحل ترکیب عناصر بصری و فضا بر پایهٔ اصول طرح، برای مخاطبی معین است و جنبهٔ کاربردی دارد، مانند رشته‌های طراحی صنعتی، طراحی معماری، و طراحی لباس.

## تاریخچه
سابقه اولین طراحی‌ها بسیار کهن است. شاید بتوان گفت قدیمی‌ترین طرح‌ها مربوط به دورانی است که بشر درون غارها زندگی می‌کرده‌است. نقش‌های درون غار لاسکو و آلتامیرا در فرانسه نمونه‌هایی از این قبیل هستند. طراحی مردمان غارنشین با آئین ویژه و به دست افراد معدودی انجام می‌گرفت. اینطور حدس زده شده که هدف از این نقوش جنبه جادویی برای جلوگیری از سوانح طبیعی و افزایش قدرت در طبیعت بکار می‌رفته‌است. ابزار طراحی بشر اولیه بسیار ابتدایی بود و از سوخته چوب همراه با چربی و پیه حیوانات استفاده می‌کردند.

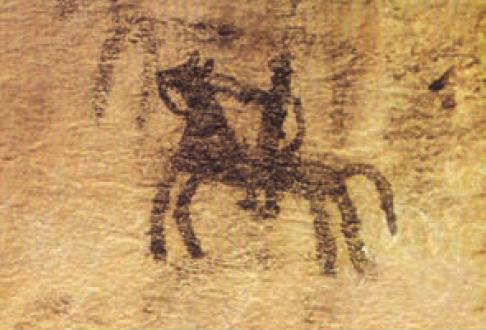
دیوارنگاره‌ای در غار دوشه واقع در لرستان، حدود هشت هزار سال پیش از میلاد

بین سده شانزدهم تا سده نوزدهم اهمیت طراحی در مقایسه با اهمیت رنگ‌پردازی بحث اصلی هنرمندان غربی بود و بر این مبنا هنر فلورانسی نیکولا پوسن و انگر از هنر ونیزی روبنس و دلاکروا متمایز شد.
در شرق دور از گذشته تاکنون مرزی میان نقاشی و طراحی وجود نداشت و قلمو وسیله اصلی هر دو شاخه محسوب می‌شده‌است.
در ایران پس از اسلام طراحی به عنوان نقشه‌ای برای نگارگری به حساب می‌آمد و ابتدا طرح را با خطوط بیرنگ بروی کاغذ می‌کشیدند و سپس به رنگ‌پردازی می‌پرداختند. در اواخر سده دهم هجری/شانزدهم میلادی طراحی از نگارگری مستقل شد و هنرمندانی مانند رضا عباسی، محمدی و شیخ محمد آن را به کمال رساندند.

## ابزارهای طراحی
امروزه، اجرای طراحی، محدود به استفاده از ابزارهای سنتی (مداد، زغال و غیره) نیست بلکه روش‌های متنوع ترکیب مواد، چسباندن وسایل، استفاده از مواد و ابزار تازه و غیرمتعارف نیز رواج یافته‌است. علاوه بر این، رایانه، دورنگار، ویدئو و انواع وسایل پیشرفتهٔ دیگر نیز امکانات تازه‌ای در این زمینه به وجود آورده‌اند. با این همه، آموزش طراحی از مسیر همان ابزارهای سنتی عبور می‌کند و از این طریق است که طراح قادر به استفادهٔ ماهرانه و خلاقانه از ابزارهای تازه می‌گردد.
طرحی که فقط با خط رسم شود و سایه‌روشن یا لکه‌های رنگی نداشته باشد، طرح خطی نامیده می‌شود. مهم‌ترین تمرکز در طرح‌های خطی، بر خطوط پیرامونی اشیاء است. خطوط در طراحی، نشان‌دهندهٔ حالات عاطفی و روحی، نظم و تفکر هستند.

## طراحی نور و سایه

طراحی در یک اثر مستقل، عنوان اثر: نان!، طراح: کته کُلویتس، ۱۹۲۴، محل نگهداری: بریتیش می‌وزیم، لندن.

سایه‌روشن معمولاً به تغییر درجهٔ سایه‌ها از روشن به تیره در آثار هنری گفته می‌شود و مهارت هنرمند در استفاده از روش، باعث نمایش صحیح حجم و حالت مدل می‌شود.
سایه‌روشن به منظور به تصویر کشیدن شکل و فرم در رابطه با منبع نور در آثار هنری تمدن‌های گوناگونی به کار رفته‌است. اگرچه این روش در تمدن‌های اولیه مثل مصر باستان ناشناخته است اما از هنر غرب به ویژه ایتالیا در سدهٔ شانزدهم میلادی سر برآورده است. عوامل بسیار زیادی مانند نسبت بین خود اجزا (نور و سایه)، ارتباط با رنگ‌ها، روش توزیع عناصر نور و سایه که ترکیب‌بندی و کیفیت گویای نقاشی را مشخص می‌کند و همچنین دیدگاه‌های اجتماعی و فلسفی بر سایه‌روشن‌های کاربردی تأثیر می‌گذارد. ما می‌توانیم شاهد انواع سایه‌روشن‌ها در آثار هنرمندان برجسته و مشهور باشیم. نور فروزان و تاریکی عمیق در حکاکی‌های رامبرانت، عناصر را به تصویر می‌کشد. در سایه‌روشن‌های جوتو دی بوندونه و میکل‌آنژ، نور بر تیرگی غلبه دارد. طرحِ هاله‌ای از تیرگی‌ها در اطراف مدل در آثار لئوناردو دا وینچی؛ و سایه‌روشنی که نسبت تیرگی و روشنایی به میزان جذب نور توسط رنگ‌ها بستگی دارد در آثار تیسین و جورجونه مشاهده می‌شود. سایه‌روشنِ براق، کنتراست بین بخش‌های روشن و فضاهای تیره و سایه‌خوردهٔ شدید را می‌توان در آثار غیرمتداول و شدید کاراواجو مشاهده کرد.
بازیِ نور و سایه شامل هر گونه سوژه‌ای است که می‌تواند به تصویر کشیده شود که این نه‌تنها در نمایش صحنه‌های واقعی و طبیعی کاربرد دارد بلکه برای نمایش و انتقال احساسات، حالات، رؤیاها، آرزوها و تجارب، امروزه از اهمیت ویژه‌ای برخوردار است.

## حرفه‌های طراحی
(به ترتیب الفبا)
- طراحی بازی ویدئویی
- طراحی بسته‌بندی
- طراحی تعامل
- طراحی داخلی
- طراحی شهری
- طراحی صحنه
- طراحی صنعتی
- طراحی فرش
- طراحی کارتون و کاریکاتور
- طراحی گرافیک
- طراحی پارچه
- طراحی مد
- طراحی معماری
- طراحی وب
- و غیره